# Blondelia frugale
Blondelia frugale là một loài ruồi trong họ Tachinidae.